# 科爾雷恩 (明尼蘇達州)
科爾雷恩（英語：Coleraine）是一個位於美國明尼蘇達州艾塔斯卡縣的城市。

## 人口
根據2020年美國人口普查的數據，科爾雷恩的面積為41.03平方千米，當中陸地面積為39.76平方千米，而水域面積為1.27平方千米。當地共有人口2006人，而人口密度為每平方千米49人。